# Berbroek
Berbroek est une section de la ville belge de Herck-la-Ville située en Région flamande dans la province de Limbourg. C'était une commune à part entière avant la fusion des communes de 1971.

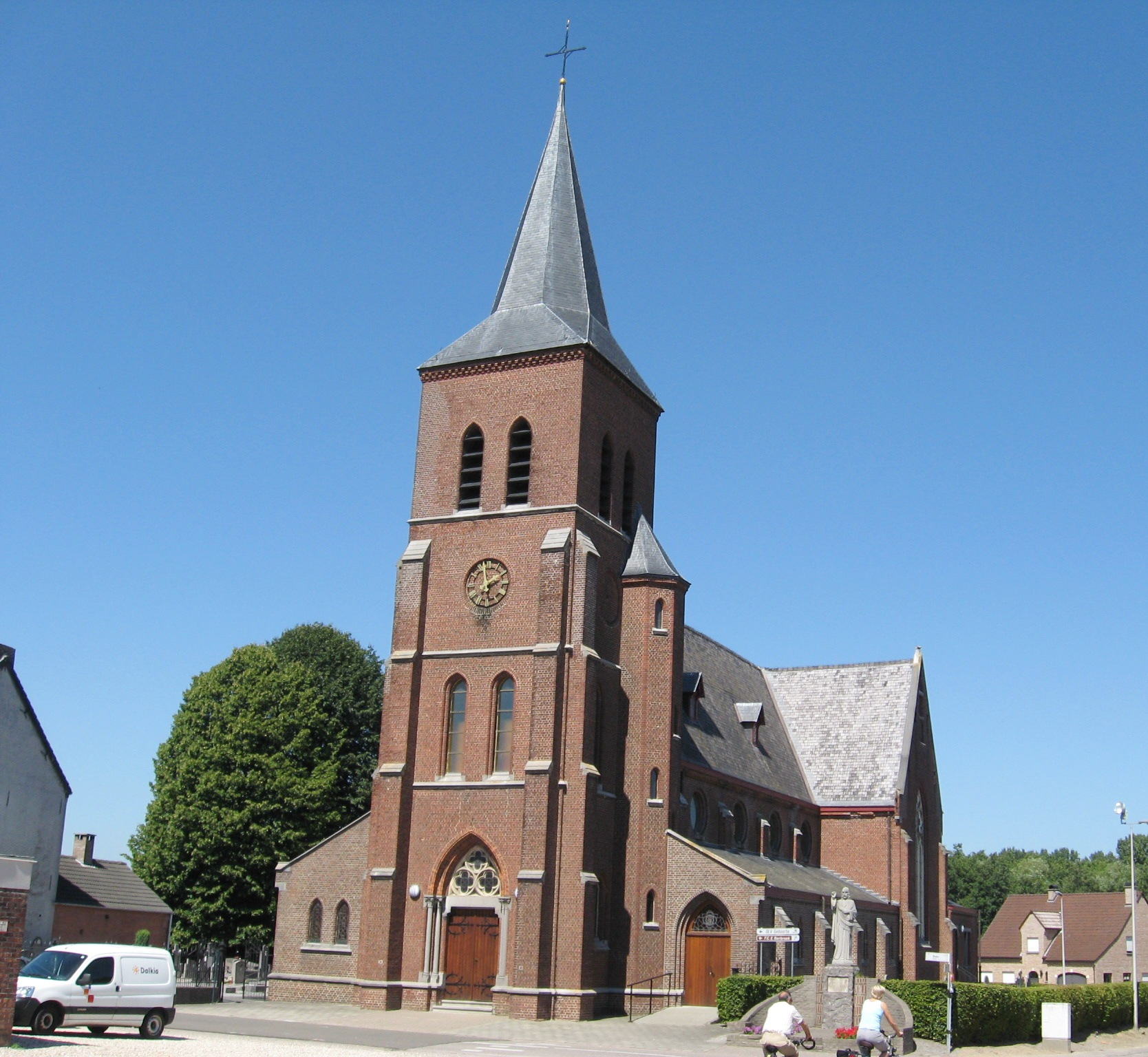
Église Notre-Dame de la Nativité

## Évolution démographique
- Sources: INS, www.limburg.be et Ville de Herck-la-Ville